# 附加冒險
附加冒險是指一種結合了故事接龍和觀眾選角扮演類型的文字冒險遊戲。如同故事接龍一般，附加冒險是一種由許多作者共同書寫一個故事，每人書寫不同部份的接龍小說。但如遊戲書一樣，其故事劇情是非線性的，並允許作者在故事的各個橋段後分支出不同的方向來。其成果為一持續成長著的網路小說。

## 歷史
電腦網路和電子通訊的出現使得接龍小說的寫作比之前的更加快速且便利。故事接龍曾被寫在BBS、郵件論壇和Usenet內，且有許多的變體亦被嘗試過。一種在早期出現的分歧故事，為故事接龍團體的一部份人士在繼續創作的主線故事外平行地書寫著支線故事，然而這卻導致了極令人困惑和難以跟隨的故事，當其多重的支線在相同版面或郵件論壇上持續地擴張時。很快地，用來公式化及易於和主線區分的支線系統出現了。
此一混成詞「addventure」源自Allen S. Firstenberg於1987至1988年在奈阿克高中的BBS上創作附加故事時的稱呼「Add-venture」。到了1994年，此篇故事被轉成HTML形式，且得到了一些注意及許多的模仿的人。
其內容為目的取向的網路小說擴充了架空歷史小說的概念，稱為多世界詮釋、接龍小說和馬賽克小說的較早期概念。

## 外部連結

### 存在的附加冒險
- The Addventurers （页面存档备份，存于）
- The Anime Addventure
- Choose Your Own Change （页面存档备份，存于）
- Choose Your Own 'O'****  (adult content) （页面存档备份，存于）
- Extend-A-Story （页面存档备份，存于）
- The Furrventure
- Jack's Sofa (some strong adult content in some threads)
- The Maximum Addventure （页面存档备份，存于）
- The Medusa Chronicles
- Python Addventure （页面存档备份，存于） - Open Source Addventure code written in Python
- The Superstories Addventure (adult content)
- The Unending BE Addventure (adult content) （页面存档备份，存于）
- StoryScape (Two different Addventures) （页面存档备份，存于）

### 其他相關連結
- Ursula K. Le Guin on Plausibility in Fantasy Fiction